# Хищные птицы (телесериал)
«Хищные птицы» (англ. «Birds of Prey») — драматический телесериал 2002 года. Сериал был создан Лаэтой Калогридис для телеканала The WB по мотивам выпускаемой издательством DC Comics одноимённой серии комиксов. Несмотря на еженедельные рейтинги в размерах 7,6 миллионов зрителей и большую аудиторию, сериал был отменён. Всего было снято тринадцать эпизодов.

## Сюжет

### Предыстория
В начальных титрах и основном сюжете телесериала Хелена Кайл / Охотница (Эшли Скотт) показана как дочь Бэтмена и Женщины-кошки. Действие происходит в будущем, Джокер в течение многих лет продолжал «тайную ночную войну» с Бэтменом в том месте, которое стало «Новым Готэм-Сити», а Брюс Уэйн женился на Селине Кайл, которая родила от него дочь Хелену.
Основные события сериала происходят спустя годы после того, как Бэтмену наконец удалось добиться того, чтобы Джокера отправили в тюрьму и успешно распустить его преступную империю. Джокер, согласно планам, разработанным его психиатром и тайной любовницей доктором Харлин Квинзель, решил отпраздновать отставку, убив Селину на глазах у Хелены и лично парализовав Барбару Гордон / Бэтгёрл выстрелом в позвоночник, после чего сдался, оставив Бэтмена в печали и оставив Хелену на воспитание Альфреду, который присматривал за ней на расстоянии, так как в итоге она стала охотницей за преступностью, работая с Гордон и Диной Редмонд (урождённой Лэнс).

### Основной сюжет
Действие сериала происходит в Нью-Готэме. Много лет, во тьме ночи и в стороне от глаз жителей города, шла война между Бэтменом и Джокером. И когда уже злодей и его организация пали, он успел нанести удар Бэтмену в самое больное: подослал убийцу его любимой, Селине Кайл, а сам пришёл в дом Барбары Гордон, Бэтгёрл, и ранил её, приковав к инвалидному креслу. В депрессии от этих событий, Брюс Уэйн покинул город, оставив свою дочь Хелену Кайл на попечение Альфреда Пенниуорта и Барбары, ставшей преподавательницей.
Проходит несколько лет. Хелена выросла с комплексом брошенного ребёнка, из-за чего постоянно имеет приводы в полиции, после последнего из которых суд постановил ей посещать сеансы психолога Харлин Квинзель. В то же время, по ночам Хелена ведёт борьбу с преступностью как Охотница, а Барбара выступает как сторона поддержки под псевдонимом «Оракул». Всё меняется, когда в город прибывает Дайана Редмонд, девушка-метачеловек с сильными ментальными способностями. Вместе они объединяются в команду «Хищные Птицы» и тайно защищают Нью-Готэм от бандитов и суперзлодеев, которых подсылает Харли Квинн, мечтающая возродить преступный синдикат своего возлюбленного, Джокера.

## В ролях

### Главные персонажи
- Хелена Кайл / Охотница — (Эшли Скотт)

Дочь Бэтмена и Женщины-кошки. Она наполовину метачеловек с кошачьими способностями, унаследованными от её матери: увеличенной ловкостью, силой, заживлением ран, шестым чувством в момент опасности и ночным зрением. Она была воспитана матерью, даже не зная, кто её отец, до ночи, когда Женщина-кошка была убита Глиноликим, нанятым Джокером. После этого она была доставлена Барбаре Гордон, которая воспитала и натренировала её.
- Барбара Гордон / Оракул — (Дина Мейер)

Одна из учеников Бэтмена и дочь его верного союзника комиссара Джеймса Гордона. В Барбару выстрелил Джокер, как месть Бэтмену за вмешательство в криминальную операцию, сделав её парализованной ниже пояса и вынужденной отказаться от своей жизни, как Бэтгёрл. Чтобы компенсировать это, она переименовала себя в Оракула и начала использовать свой опыт взломов компьютеров для борьбы с преступностью.
- Дайана Редмонд (урождённая Дайана Лэнс) — (Рейчел Скарстен)

Дочь Кэролин Лэнс / Чёрной канарейки: легендарной супергероини.
- Детектив Джесси Риз — (Шемар Мур)

Честный детектив полиции, встречает Охотницу при расследовании странных самоубийств.
- Доктор Харлин Квинзель / Харли Квинн (Миа Сара, в пилотной серии Шерилин Фенн)

Психиатр Хелены, которую она должна посещать после обвинения в вандализме. Хелена и другие Хищные птицы не догадываются, что Харли Квинн была любовницей Джокера. После утраты своего «Мистера Джея» она жаждет мести.
- Альфред Пенниуорт — (Йен Эберкромби)

Верный дворецкий семьи Уэйнов.

### Второстепенные персонажи
- Уэйд Брикстон — (Шон Кристиан)

Консультант по выбору профессии в средней школе Нью-Готэма. Он и Барбара встретились в первой серии и в дальнейшем начали отношения. В конечном счёте убит Харли Квинн, чтобы наказать Барбару за вмешательство в её планы.
- Гибсон Кафка — (Роберт Бенедикт)

Метачеловек с идеальной фотографической памятью: помнит любой вкус, звук и запах. Он является владельцем «Ничейной земли» — бара и безопасного дома для металюдей.
- Детектив МакНэлли — (Брент Секстон)

Детектив в Нью Готэме и напарник Джесси Риза, скептически относится ко всему странному и необъяснимому.
- Брюс Уэйн / Бэтмен — (Брюс Томас)

Супергерой и отец Хелены Кайл. Появляется только во флешбэках. В конце финального эпизода Альфред звонит ему и говорит, что его дочь чувствует себя хорошо.

## Расширенная вселенная
В декабре 2019 года в кроссовере «Кризис на Бесконечных Землях» было подтверждено, что события сериала происходят в рамках мультивселенной DC (Земля-203). Спустя почти 17 лет после завершения сериала, Эшли Скотт вернулась к роли Хелены Кайл / Охотницы.